# Ваттель, Мари
Мари Ваттель (фр. Marie Wattel; род. 2 июня 1997, Лилль, Франция) — французская пловчиха, специализирующаяся в плавании баттерфляем и вольным стилем. Призёр чемпионатов мира, чемпионка Европы.

## Карьера
Дебютировала в международных соревнованиях на чемпионате мира 2015 года в Казани. Она не сумела преодолеть предварительный раунд, финишировав восьмой в заплыве с временем 58,84 с.
В 2016 году она выступала на Олимпийских играх 2016 в Рио-де-Жанейро, где показала 23-й результат на предварительном этапе соревнований на дистанции 100 метров баттерфляем и не вышла в полуфинал. Мари участвовала в комбинированной эстафете 4×100 м, однако француженки были дисквалифицированы из-за фальстарта Ваттель, которая начала этап на 26 сотых секунды до того, как её напарница завершила свой.
Не сумев пройти отбор на чемпионат мира по плаванию в Будапеште в 2017 году, она участвовала в чемпионате США в Нью-Йорке в августе, где выиграла стометровку вольным стилем с результатом 54,27 с, побив свой личный рекорд на 86 сотых секунды.
В 2017 году на чемпионате Европы по плаванию на короткой воде в 2017 году она выиграла серебро на 100 метров баттерфляем, уступив шведке Саре Шёстрём. Ваттель также выиграла серебро на дистанции 100 метров вольным стилем, преодолев дистанция за 55,97 с и улучшила свой личный рекорд.
На Средиземноморских играх 2018 года Ваттель выиграла золотую медаль в плавании на 200 метров вольным стилем, бронзовую медаль на 50 метров баттерфляем и две серебряные медали в эстафете 4×100 и 4×200 м вольным стилем. Во время Открытого чемпионата Франции по плаванию 2018 в Шартре она проплыла 100 метров баттерфляем за 58,13 с. Этот результат стал вторым в карьере Мари.
Она также участвовала на чемпионате Европы 2018 года, где дошла до полуфинала на дистанции 100 м баттерфляем, но не смогла выйти в финал. В тот же день она выиграла золотую медаль в составе женской эстафеты 4 по 100 метров вольным стилем со своими соотечественницами Марго Фабре, Бериль Гастальделло и Шарлоттой Бонне. Она также выиграла золото в смешанной эстафете 4 по 100 м вольным стилем с Шарлоттой Бонне, Жереми Стравьюсом и Мехди Метеллой. В комбинированной эстафете 4 по 100 метров Франция финишировала на шестом месте, но побила национальный рекорд В эстафете 4 по 200 метров Мари Ваттель также приняла участие, но завоевать медаль не смогла.
Из-за подготовки к чемпионату мира в Кванджу в 2019 году, Ваттель решает не участвовать на чемпионате мира по плаванию на короткой воде в Ханчжоу в декабре 2018 года. В Южной Корее на мировом первенстве она завоевала бронзовую медаль в смешанной эстафете 4 по 100 метров вольным стилем.
В конце сентября 2020 года она присоединилась к клубу Cercle des nageurs de Marseille, при этом продолжая учебу и стажировку в университете Лафборо. Ваттель заявила о намерении покинуть Англию после Олимпийских игр в Токио, потому что она заканчивает учебу в конце года, в связи с чем переходит в клуб в Марсель.
В конце октября 2020 года она победила на втором этапе международной плавательной линии на дистанции 100 м баттерфляем, а также в эстафете 4 по 100 м с командой London Roar.
В феврале 2021 года Мари Ваттель побила свой личный рекорд на дистанции 100 метров вольным стилем (53,40) в Манчестере . Перенос Олимпиады на 2021 год и её сильные выступления, по словам Мари, придают ей уверенности.
20 марта 2021 года она показала результат 53,32 на дистанции 100 м вольным стилем на турнире в Марселе, что позволило ей квалифицироваться на Олимпиаду в Токио года в этой дисциплине.
В мае 2021 года на чемпионате Европы в Будапеште, Мари в составе эстафетной четвёрки Франции на дистанции 4 по 100 метров завоевала бронзовую медаль. На следующий день француженка завоевала золотую медаль на дистанции 100 метров баттерфляем с результатом 57,37 с, разделив победу с гречанкой Анной Дундунаки. На дистанции 100 метров вольным стилем также завоевала серебряную медаль, проплыв в финальном заплыве за 53,32.